# Jorge Miguel Dias Gonçalves
Jorge Miguel Dias Gonçalves (nascut el 31 d'octubre de 1983 a Pedroso, Vila Nova de Gaia), és un futbolista portuguès retirat.
La temporada 2002-2003 va debutar amb l'Avanca i tot seguit se'n va anar amb el Pedra Rubras. Abans de ser fitxat pel Racing de Santander, va passar pel Leixoes portuguès, on hi va jugar 4 temporades. Finalment, el 2008, es va obrir al futbol espanyol i va aterrar a Cantàbria amb el Racing. Va debutar al Camp Nou substituint a Oscar Serrano en el minut 67. Amb el Racing va jugar 10 partits, sense marcar cap gol. A la temporada 2009-2010, jugà cedit amb el Vitòria de Guimaraes.
Posteriorment, jugà al Sporting Clube Olhanense, Atlético Clube de Portugal i al FC Felgueiras.